# Az energia
Az energia (Push) Paul McGuigan filmrendező 2009-ben bemutatott sci-fi filmje Chris Evans és Dakota Fanning főszereplésével. Magyarországon filmszínházban eddig nem mutatták be, csak DVD-n adták ki, illetve hazai kereskedelmi televíziókban vetítették.
Az amerikai kormány egyik titkos ügynöksége, az Osztag különféle szuperképességekkel rendelkező emberek felkutatásával és fejlesztésével foglalkozik. Egyikük szökése a szervezet laborjából nem várt események sorát indítja el.
A film bemutatását megelőzően a Wildstorm, a DC Comics leányvállalata egy hat részes képregény minisorozatot adott ki, amely a film cselekményének előzménye. Marc Bernardin és Adam Freeman írta, és Bruno Redondo rajzolta. A füzetek 2008 novembere és 2009 februárja között jelentek meg, és egybekötve is kiadták. (ISBN 9781401224929).

## Szereplők
- Nick Gant – Chris Evans
- Fiatal Nick – Colin Ford
- Nick apja – Joel Gretsch
- Cassie Holmes – Dakota Fanning
- Henry Carver – Djimon Hounsou
- Kira Hudson – Camilla Belle
- Osztagos orvos – Robert Tsonos
- Osztagos orvos – Brandon Rhea
- Victor Budarin – Neil Jackson
- Dobókockás férfi – Kai Cheung Leung
- Dobókockás verőembere – Hsin-Nan Hung (mint Sun Nan Hung)
- Mack ügynök – Corey Stoll
- Holden ügynök – Scott Michael Campbell
- Szakács a halpiacon – Wai-Man Tam
- Kínai látó[2] – Xiaolu Li (mint Xiao Lu Li)
- Kínai főnök – Hal Yamanouchi (mint Haruihko Yamanouchi)
- Kínai pusztító #1 – Chi-Kwan Fung
- Kínai pusztító #2 – Jacky Heung
- Wo Chiang[3] – Paul Che (mint Paul Car)
- Teresa Stowe – Maggie Siff
- Benzinkút pénztáros – Neva Lam Wong (mint Lam Wong)
- Taxisofőr – Shing-Pun Lam (mint Shing-Bun Lam)
- Kidobóember – Hung Liu Kwok
- Hook Waters – Cliff Curtis
- Kártyatrükkel szórakoztatott nő – Siu Yin Ming
- Koktélpincérnő – Rain Lau
- Emily Wu[4] – Ming-Na Wen (mint Ming-Na)
- Üzletember – Sai Tang Yux
- Üzletember felesége a hajón – Pancy Chan
- Férfi a Kwun Tong mólón – Cheuk Shing Sum
- Nő a Kwun Tong mólón – Man Fan 'Fanny' Lee (mint Lee Man Fan)
- Ujjas Stein[5] – Nate Mooney
- Italárus – Ming-Fai Sheung
- Dim Sum manager – Man Kit (mint Wong Man Kit)
- Dim Sum pincérnő – Yuk Hing Chan
- Kínai ügynök – Jason Wong
- Biztonsági őr – Andy Tsang (mint Tsang Tak Wah)
- Idős nő pisztollyal – Woon-Ling Hau

## A történet
A náci Németország szuperkatonákat akart a harctéren bevetni, és a II. világháború vége felé már elsősorban a jövőbelátás képességével kísérleteztek. A hidegháború kezdetétől az új szembenálló felek tovább kisérleteztek különleges képességű emberek felkutatásával és képességeik tökélyre fejlesztésével. A különleges képességekkel rendelkező emberek ugyanis rendszerint több területen is mutattak szuperképességeket, de általában csak egy-egy területen voltak kiemelkedőek. Eszerint vannak látók, mozgatók, uralók, fürkészek, alakváltók, árnyjárók, pusztítók, gyógyítók. Az amerikai kormány által létrehozott titkos szervezetet az érintettek úgy emlegetik: az Osztag (Division).
Nick Gant (Chris Evans) gyerekkorában szemtanúja volt apja megölések. És örökölte apja extrém erős telekinetikus képességét. Mielőtt Carver (Djimon Hounsou) vezetésével az Osztag rajta ütött, elmondta fiának az egyik látó ismerőse rejtélyes üzenetét, hogy egy nap mindenképpen segítsen annak a lánynak, akitől virágot kap, mert ezzel végre megszabadítják a világot az Osztagtól.
Tíz évvel később Nick Hongkongban rejtőzködik, és változó sikerrel próbálja a szerencsejátékokban kamatoztatni képességét. Egy nap az Osztag egy új életveszélyes hatásfokozó, képességfokozó szérumot próbál ki az egyik legsokoldalúbb és legerősebb reménységükön, Kirán (Camilla Belle). A szerbe eddig az összes kisérleti alany belehalt. Cassie Holmes (Dakota Fanning) egy 12 éves látó kislány anyja többek között olyan rendkívüli képességű látó és mozgató, aki akár több, véletlenek látszó eseményt is magába foglaló eseménysort képes előrelátni és elindítani. Ezt kihasználva szökteti meg Kirát a laborból, aki Hongkong kikötőjében és utcáin bolyong a szer által okozott rosszulléttel és amnéziával küszködve. 
Kira szökése a teljes Osztagot aktivizálja. Nicknél két fürkész jelenik meg, de csalódottan veszik tudomásul, hogy Kira nem járt Nicknél. De közvetlenül távozásuk után beállít hozzá Cassie, a felnőttek idegrendszerének cincálására szakosodott kis vadóc is és a segítségét kéri. Nick már sikeresen lerázta a kislányt a halpiacon, amikor kínai pusztítók támadnak rájuk. Nick erejét kihasználva sikeresen kimenti a kislányt, de ő maga csak azért ússza meg élve a támadást, mert a kínai látó hirtelen ráébred, hogy Nick halála számukra azzal járna, hogy nem találják meg Kirát.
Cassie jövőlátó anyja még valamikor régen egy gyógyítót küldött erre a napra a piaci szentélybe, hogy rendbe hozza Nick zúzódásokkal borított, összetört testét. Cassie egy ott talált lótuszvirágot ad Nicknek, amiről a férfinek eszébe jut az apjától hallott jóslat, és hogy segítenie kell a kislánynak. Közben a fürkészek megtalálják Kirát egy forgalmas utcán, de egy gyorsétteremnél sikerül megszöknie tőlük. Azt ülteti az egyik fürkész elméjébe, hogy a másik ölte meg annak egyébként sosem létezett öccsét. De hiába szökött meg, egyre rosszabbul van a szérumtól.
Nick és Cassie próbál további segítséget felkutatni az Osztag szabadon élő és rejtőzködő más ellenségeinek felkutatásával. Csatlakozik hozzájuk Hook Waters (Cliff Curtis), egy uraló és egy jósnőként dolgozó egykori fürkész, Emily Wu (Ming-Na Wen). Segítségükkel végre a kikötőben találják meg Kirát. És felbérelnek egy árnyat is, aki elrejti őket az üldözőik elől. Ám Kira nem emlékszik, hová tette az Osztag laborjából elhozott utolsó szérumot tartalmazó bőröndöt. Ám megtalálják az elrejtett kulcsot, amiből kideríthetik, hol van a bőrönd.
Ám továbbra sincsenek biztonságban. A kínaiak ügynökei is a nyomukban vannak továbbra is. Nick egy bonyolult és kockázatos tervet eszel ki. Úgy tűnhetnek el az Osztag és a kínaiak látói elől is, ha nem a saját szándékaikat követik, hanem véletleneket és külső utasításokat. Ezért abszurd terve szerint társainak levélben utasításokat ír majd törölteti ezek tartalmának az emlékét saját elméjéből egy kínai Uralóval.
A ravasz terv különféle csalikkal és trükkökkel összehozza egy épülő felhőkarcoló tetején az Osztag ügynökeit és kínai ellenségeiket, akik a várakozásnak megfelelően egymásnak esnek, és lemészárolják egymást. Csak Carvel, Kira és Nick marad életben a heves küzdelmet, tűzharcot követően. De úgy hiszik, Nick is meghalt, öngyilkos lett a halálos hatásfokozó szérummal.
Miközben Carvel Kirával hazafelé tart az Osztag amerikai központjába, a nő megtalálja magánál Nick levelét. A benne lévő utasításnak megfelelően szuggesztióval Carvelt saját maga fejbelövésére kényszeríti.

## DVD
A film 2009. július 7 -én jelent meg DVD-n és Blu-ray-en, amelyek kihagyott jeleneteket, kommentárokat és werkjeleneteket is tartalmaznak.

## Forgatási helyszínek
A felvételek Hongkongban készültek 2007. szeptembere és decembere között.
- Ladies' Market, Tung Choi Street, Mong Kok, Kowloon (Halpiaci jelenet)
- Kvantung Móló (Kwun Tong Pier)
- Köz éjjel a Peel Street 52. és a Graham Street 53. között (ahol Mack ügynök fejbelőtte magát)
- Peel Street éjjel, lefelé
- Peel Street nappal ellenkező irányban, felfelé. (Nem sokkal később a filmen látható üzletsor helyén új ház épült a Peel Street 111. alatt. Cassie az egykori 47-es számú üzlet, műhely lépcsőjén ülve várja Nicket.)
- Club BBOSS, Science Museum Road 1.
- Aberdeen Harbour (hajó jelenet)
- Tai Hang, Wan Chai

## Filmzene
| Előadó                                 | Cím                       |
| The Kills                              | What New York Used to Be  |
| Yin Xiangjie                           | The Love of Boat Trackers |
| Radio Citizen and Bajka                | The Hop                   |
| Working for a Nuclear Free City        | Rocket                    |
| Neil Davidge                           | Original music for Push   |
| U.N.K.L.E.                             | Glow                      |
| Daniele Benatie and Fernando Paterlini | Everybody Ciao            |
| South Rakkas Crew                      | Elevator China            |
| The Notwist                            | Consequence               |
| South Rakkas Crew                      | China Funk                |
| The Old Ceremony                       | Bao Qian                  |
| Jiang Xianwei                          | A Visit to Suzhou         |

## Fogadtatás
A film a közönséget világszerte de Magyarországon is nagy mértékben megosztotta. A nézőknek túl sok hézagot kell kitölteniük, vagy szemet hunyni ezek felett, amit az érzékenyebbek esetleg némi alkotói tiszteletlenségnek is tekinthetnek velük szemben. Különösen mivel feltehetően nem mellékes körülményekre hanem meghatározó kérdésekre nincs megfelelő válasz.
A hézagokon kívül néha teljesen elbizonytalanítja a nézőket, mi történik a valóságban és mi szuggerált vagy prekognició csupán. Mindezeket csak még inkább kiemeli a film egyebekben kitűnő, gondos és kidolgozott dramaturgiája, a látványos operatőri munka és csupán az összes szereplő – köztük az akkoriban gyerekszínész Dakota Fanning – kiemelkedő teljesítménye feledteti és menti valamelyest.
Mivel ilyen hibák és dramaturgiai hézagok sikeres filmekben is egyre gyakrabban előfordulnak, úgy tűnik, az alkotók számban és jelentőségben átléptek egy láthatatlan határvonalat, ami miatt a kritikusok többsége a film vitathatatlan pozitívumait is figyelmen kívül hagyta.

## Hézagok, következetlenségek
Mitől függ hogy az Osztag valakit fogva tart vagy hagy rejtőzködni a nagyvilágban? Hook Waters képességei láthatóan nem tekinthetők  elégtelennek. Ebben esetleg Cassie elejtett megjegyzése igazíthat el, hogy akiknek a képessége nem elégé fejleszthető vagy a személyisége nem kézben tartható.
A különféle szuperképességek mögötti jelenségek csak alkotói közlésekből derülnek ki, de a filmben nem szerepelnek, nem derülnek ki.
Nem világos, hogy kik a kínaiak? Kínai kémelhárítás-féle? Mintha a csoport egy család lenne. Apa és három gyereke. Az alkotói magyarázat szerint a triádok tagjai. Az Apa a film végefelé azt mondja, hogy ők a kormány, nyilván a kínai kormány. Esetleg az Osztag kínai megfelelőjének ügynökei.
Mi váltotta ki Cassie megjelenését, és eddig hol volt? Ha Nicket megtalálta, Kirát miért nem?
Miért olyan fontos a Kira által elhozott szérum? (A két fecskendő közül csak az egyiket hozta el.)
Igazat mondott-e Carver hogy Kira valódi neve Kira Hollis, és az Osztag egyik ügynöke? Valószínűleg nem, de nem tudható bizonyosan. 
Hol van tulajdonképpen az Osztag központja és a laborja? (Nagy valószínűséggel mindkettő az Egyesült Államokban, és Kira képességeit kihasználva repülőgéppel szökött Hongkongba megkeresni Nicket.)
Kira mely képességeit szerezte a szertől és mik voltak előtte?
Nehéz kivenni a lényeget, hogy a folyosón támogatott beteg, aki elejti az üveggolyót, az Cassie anyja, aki régóta tervezi mindezt. Nem csak Kira szökését, Nick gyógyítását, hanem lényegében az Osztag elleni valamennyi lépést. Lényegében a film teljes cselekményét.

## Jelölés
- 2009: Jelölés Golden Reel-díjra a hangvágás terén elért kiemelkedő teljesítményért – játékfilm kategóriában hangeffektusok és hangvágás (Paula Fairfield, Carla Murray, Alex Bullick, Bob Kellough, Tim Rakoczy, Catherine Harper és Christopher Moriana)

## Hasonló
- Jákob lajtorjája (1990)
- Tökéletes katona trilógia (1992, 2009, 2012)
- X-Men frienchise (1963–)[13]
- Kecskebűvölők